# NeSpoon
Nespoon est une artiste de street art polonaise. Elle vit et travaille à Varsovie. Elle s'inspire des modèles traditionnels de dentelle. 

## Biographie
NeSpoon se met au street art en 2009. Elle utilise le motif de la dentelle traditionnelle, qu'elle applique dans l'espace urbain. Elle peint au pochoir directement sur les murs ou fabrique la dentelle en argile, en béton ou en fil. Quand elle intervient dans une ville, elle va d'abord à la rencontre les brodeuses et les dentellières.      
À partir de 2010, elle commence à parcourir l'Europe pour y installer ses œuvres. En 2016, elle intervient à Pont-l'Abbé, en 2018 à Alençon sur la façade de musée des Beaux-Arts et de la Dentelle et en 2019 au Locle, en reproduisant la dentelle locloise.

## Interventions
- Fame Festival, Grottaglie, Italie, 2011[6]
- Pont-l'Abbé, 2016
- Festival des quatre cultures, Łódz, Pologne, 2017
- Alençon, 2018
- Cité internationale de la dentelle et de la mode de Calais, 2020[7]